# Hong Kong ai Giochi olimpici
Hong Kong ha partecipato ai suoi primi Giochi olimpici nel 1952 a Helsinki, Finlandia, e alle sue prime Olimpiadi invernali nel 2002 a Salt Lake City, Stati Uniti.
La prima medaglia olimpica è stata vinta ad Atlanta 1996, un anno prima del passaggio di sovranità dal Regno Unito alla Cina.
Alle Olimpiadi invernali non ha ancora vinto nessuna medaglia.
Il Federazione Sportiva e Comitato Olimpico di Hong Kong, Cina, creato nel 1950, venne riconosciuto dal CIO nel 1951.

## Medaglieri delle singole edizioni

### Medaglie ai giochi estivi
| Giochi                 | Oro              | Argento          | Bronzo           | Totale           | Posizione        |
| ---------------------- | ---------------- | ---------------- | ---------------- | ---------------- | ---------------- |
| Helsinki 1952          | 0                | 0                | 0                | 0                | -                |
| Melbourne 1956         | 0                | 0                | 0                | 0                | -                |
| Roma 1960              | 0                | 0                | 0                | 0                | -                |
| Tōkyō 1964             | 0                | 0                | 0                | 0                | -                |
| Città del Messico 1968 | 0                | 0                | 0                | 0                | -                |
| Monaco di Baviera 1972 | 0                | 0                | 0                | 0                | -                |
| Montréal 1976          | 0                | 0                | 0                | 0                | -                |
| Mosca 1980             | non partecipante | non partecipante | non partecipante | non partecipante | non partecipante |
| Los Angeles 1984       | 0                | 0                | 0                | 0                | -                |
| Seul 1988              | 0                | 0                | 0                | 0                | -                |
| Barcellona 1992        | 0                | 0                | 0                | 0                | -                |
| Atlanta 1996           | 1                | 0                | 0                | 1                | 49°              |
| Sydney 2000            | 0                | 0                | 0                | 0                | -                |
| Atene 2004             | 0                | 1                | 0                | 1                | 65°              |
| Pechino 2008           | 0                | 0                | 0                | 0                | -                |
| Londra 2012            | 0                | 0                | 1                | 1                | 79°              |
| Rio de Janeiro 2016    | 0                | 0                | 0                | 0                | -                |
| Tokyo 2020             | 1                | 2                | 3                | 6                | 49°              |
| Parigi 2024            | 2                | 0                | 2                | 4                | 37°              |
| Totale                 | 4                | 3                | 6                | 13               | 77°              |

### Medaglie ai giochi invernali
| Giochi              | Oro | Argento | Bronzo | Totale | Posizione |
| ------------------- | --- | ------- | ------ | ------ | --------- |
| Salt Lake City 2002 | 0   | 0       | 0      | 0      | -         |
| Torino 2006         | 0   | 0       | 0      | 0      | -         |
| Vancouver 2010      | 0   | 0       | 0      | 0      | -         |
| Sochi 2014          | 0   | 0       | 0      | 0      | -         |
| PyeongChang 2018    | 0   | 0       | 0      | 0      | -         |
| Pechino 2022        | 0   | 0       | 0      | 0      | -         |
| Totale              | 0   | 0       | 0      | 0      |           |

## Medaglie
| Medaglia | Atleta                                      | Edizione     | Sport             | Evento                           |
| -------- | ------------------------------------------- | ------------ | ----------------- | -------------------------------- |
| Oro      | Lee Lai Shan                                | Atlanta 1996 | Vela              | Classe Mistral femminile         |
| Oro      | Cheung Ka Long                              | Tokyo 2020   | Scherma           | Fioretto individuale maschile    |
| Argento  | Ko Lai Chak e Li Ching                      | Atene 2004   | Tennistavolo      | Doppio maschile                  |
| Argento  | Siobhán Bernadette Haughey                  | Tokyo 2020   | Nuoto             | 200 metri stile libero femminili |
| Argento  | Siobhán Bernadette Haughey                  | Tokyo 2020   | Nuoto             | 100 metri stile libero femminili |
| Bronzo   | Lee Wai Sze                                 | Londra 2012  | Ciclismo su pista | Keirin femminile                 |
| Bronzo   | Doo Hoi Kem Lee Ho Ching Minnie Soo Wai Yam | Tokyo 2020   | Tennis tavolo     | Squadre femminile                |
| Bronzo   | Grace Lau                                   | Tokyo 2020   | Karate            | Kata femminile                   |
| Bronzo   | Lee Wai Sze                                 | Tokyo 2020   | Ciclismo su pista | Velocità femminile               |